# مطار واكدة بشار
مطار بشار واكدة (إيكاو: DAOC) هو مطار سابق مخصص للاستخدام العام يقع بالقرب من بشار، ولاية بشار، الجزائر. يقع بجوار المدينة وعلى بُعد 8 كيلومتر (5.0 ميل) شرق مطار بودغن بن علي لطفي.

## وصلات خارجية
- "DAOC @ aerobaticsweb.org". Landings.com. مؤرشف من الأصل في 2016-03-03. اطلع عليه بتاريخ 2013-07-30.
- خرائط Google – وڭدة